# ロビンスブライス
ロビンス ブライス（Robins Bryce、1980年9月19日 - ）は、日本のラグビー選手。現在ジャパンラグビーリーグワンNTTコミュニケーションズ シャイニングアークス東京ベイ浦安のスキルコーチも務めている。旧名ブライス・ロビンス。

## プロフィール
- ニュージーランド出身で、帰化申請し日本人となる[1]。
- ポジションはスタンドオフ(SO)、センター(CTB)。
- 身長 183 cm、体重 93 kg
- 日本代表キャップは25。（2016年3月現在）
- ニックネームはバンジー、バーニー。

## 略歴
ニュープリマスボーイズ高校卒業後、ニュージーランド州代表選手権のタラナキ、スーパーラグビーのハリケーンズを経て、2004年、リコーブラックラムズに加入。4シーズンプレーした。
2007年、ラグビーワールドカップ2007の日本代表に選ばれる。
2008年、NECグリーンロケッツに加入。
2011年、Honda HEATに加入。また同年に開催されたラグビーワールドカップ2011の日本代表に選ばれる。
2013年、福岡サニックスブルースに加入。
2017年1月にトップリーグ100試合出場を達成。
2019年、豊田自動織機シャトルズのBKコーチに就任。
2021年、NTTコミュニケーションズ シャイニングアークス東京ベイ浦安のスキルコーチに就任。
2022年、現役復帰し、三菱重工相模原ダイナボアーズとのジャパンラグビーリーグワンの1部2部入替戦第1戦にてリザーブ入りし、出場した。